# 中国驻福冈总领事馆
中华人民共和国驻福冈总领事馆（日语：在福岡中華人民共和国総領事館），简称中国驻福冈总领事馆，是中華人民共和国在日本福岡縣福岡市設置的總領事館。
1985年5月8日，中华人民共和国驻福冈总领事馆與中华人民共和国驻长崎总领事馆同時開設。在之前中華人民共和國駐大阪總領事館、中華人民共和國駐札幌總領事館已經開設。首任總領事是金吉松。

## 所在地
〒810-0065　福岡縣福岡市中央区地行浜1-3-3（FUKUOKA-SHI CHUO-KU JIGYOHAMA 1-3-3）

## 领区
福岡縣、山口縣、佐賀縣、大分縣、熊本縣、鹿兒島縣、宮崎縣、沖繩縣

## 機構設置
中國駐福岡總領事館設置下列機構：
- 政治处
- 经商科技处
- 领事侨务处
- 办公室